# Marianów (Cianowice)
Marianów – część wsi Cianowice w Polsce położona w województwie małopolskim, w powiecie krakowskim, w gminie Skała.
W latach 1975–1998 część wsi administracyjnie należała do województwa krakowskiego.